# Dmitrij Brieżniew
Dmitrij Daniłowicz Brieżniew (ros. Дми́трий Дани́лович Бре́жнев, ur. 25 października?/7 listopada 1905 we wsi Piskłowo w guberni kurskiej, zm. 4 kwietnia 1982 w Moskwie) – radziecki selekcjoner roślin, akademik Wszechzwiązkowej Akademii Rolniczej im. Lenina, Bohater Pracy Socjalistycznej (1975).

## Życiorys
Od 1926 członek WKP(b), w 1933 ukończył Woroneski Instytut Rolniczy, w latach 1933–1934 był dyrektorem strefowej stacji doświadczalnej, a między 1934 a 1936 dyrektorem stacji selektywno-doświadczalnej. W latach 1937–1941 dyrektor Oddziału Kultur Warzywnych Wszechzwiązkowego Instytutu Naukowo-Badawczego Uprawy Roślin, w latach 1941–1945 uczestnik wojny ZSRR z Niemcami, po wojnie wrócił na ostatnie stanowisko, od 1950 funkcjonariusz partyjny. W 1950 zastępca przewodniczącego Komitetu Wykonawczego Leningradzkiej Rady Obwodowej, w latach 1950–1952 sekretarz Komitetu Obwodowego WKP(b) w Leningradzie, od 1952 do lutego 1954 kierownik Oddziału Kultur Warzywnych Wszechzwiązkowego Instytutu Naukowo-Badawczego Uprawy Roślin, od 18 lutego 1954 do 1956 II sekretarz Komitetu Obwodowego KPZR w Leningradzie. Od 25 lutego 1956 do 17 października 1961 członek KC KPZR, w latach 1956–1961 wiceprezydent Wszechzwiązkowej Akademii Nauk Rolniczych im. Lenina, od 1966 do śmierci dyrektor Wszechzwiązkowego Instytutu Naukowo-Badawczego Uprawy Roślin, jednocześnie od 1968 do śmierci ponownie wiceprezydent Wszechzwiązkowej Akademii Nauk Rolniczych im. Lenina. W latach 1955–1959 deputowany do Rady Najwyższej RFSRR IV kadencji.

## Odznaczenia i nagrody
- Medal Sierp i Młot Bohatera Pracy Socjalistycznej (5 listopada 1975)
- Order Lenina (dwukrotnie)
- Order Rewolucji Październikowej
- Order Czerwonego Sztandaru Pracy (trzykrotnie)
- Order Wojny Ojczyźnianej II klasy
- Order Czerwonej Gwiazdy
- Order „Znak Honoru”
- Nagroda Stalinowska (1952)

I medale.